# Stenaelurillus strandi
Stenaelurillus strandi är en spindelart som beskrevs av Lodovico di Caporiacco 1939. Stenaelurillus strandi ingår i släktet Stenaelurillus och familjen hoppspindlar. Inga underarter finns listade i Catalogue of Life.